# Äventyret i Kalahariöknen
Äventyret i Kalahariöknen, amerikansk film från 1993.

## Handling
Tonåringarna Nonni och Harry är de enda överlevande efter att ett gäng tjuvjägare genomfört en massaker på en viltvårdare och hans familj hemma på hans farm mitt ute på savannen. Nu är de hänsynslösa mördarna ute efter dem som är de enda vittnena. Utan någon som helst transportmedel, är det enda sättet att undkomma att gå över 2000 kilometer genom Kalahariöknen med hjälp av den afrikanske bushmannen Xhabbo. På den långa färden blir de inte bara vänner, oavsett sina olikheter, utan de inser också att var och en av dem har styrka och skicklighet som behövs för att överleva.

## Om filmen
- Filmen hade svensk premiär 14 januari 1994
- Filmen är baserad på böckerna A Story Like the Wind och A Far Off Place av författaren Laurens Van der Post
- Filmen spelades in i det nuvarande Afrikanska landet Namibia

## Rollista (i urval)
- Reese Witherspoon - Nonni Parker
- Ethan Embry - Harry Winslow
- Sarel Bok - Xhabbo
- Jack Thompson - John Ricketts
- Maximilian Schell - Col. Mopani Theron
- Robert John Burke - Paul Parker
- Patricia Kalember - Elizabeth Parker
- Daniel Gerroll - John Winslow